# Sidorejo (Muara Padang)
Sidorejo is een bestuurslaag in het regentschap Banyuasin van de provincie Zuid-Sumatra, Indonesië. Sidorejo telt 2426 inwoners (volkstelling 2010).